# فیل مک‌کال
فیل مک‌کال (انگلیسی: Phil McCall؛ ‏ ۲۶ نوامبر ۱۹۲۵ – ۲۹ ژانویهٔ ۲۰۰۲) بازیگر اهل بریتانیا بود.
از فیلم‌ها یا برنامه‌های تلویزیونی که وی در آن نقش داشته‌است، می‌توان به شکستن امواج، کالبدگشایی، سایهٔ طنابِ دار، خیابان کورونیشن و مرد بزرگ اشاره کرد.